# Une demoiselle en loterie

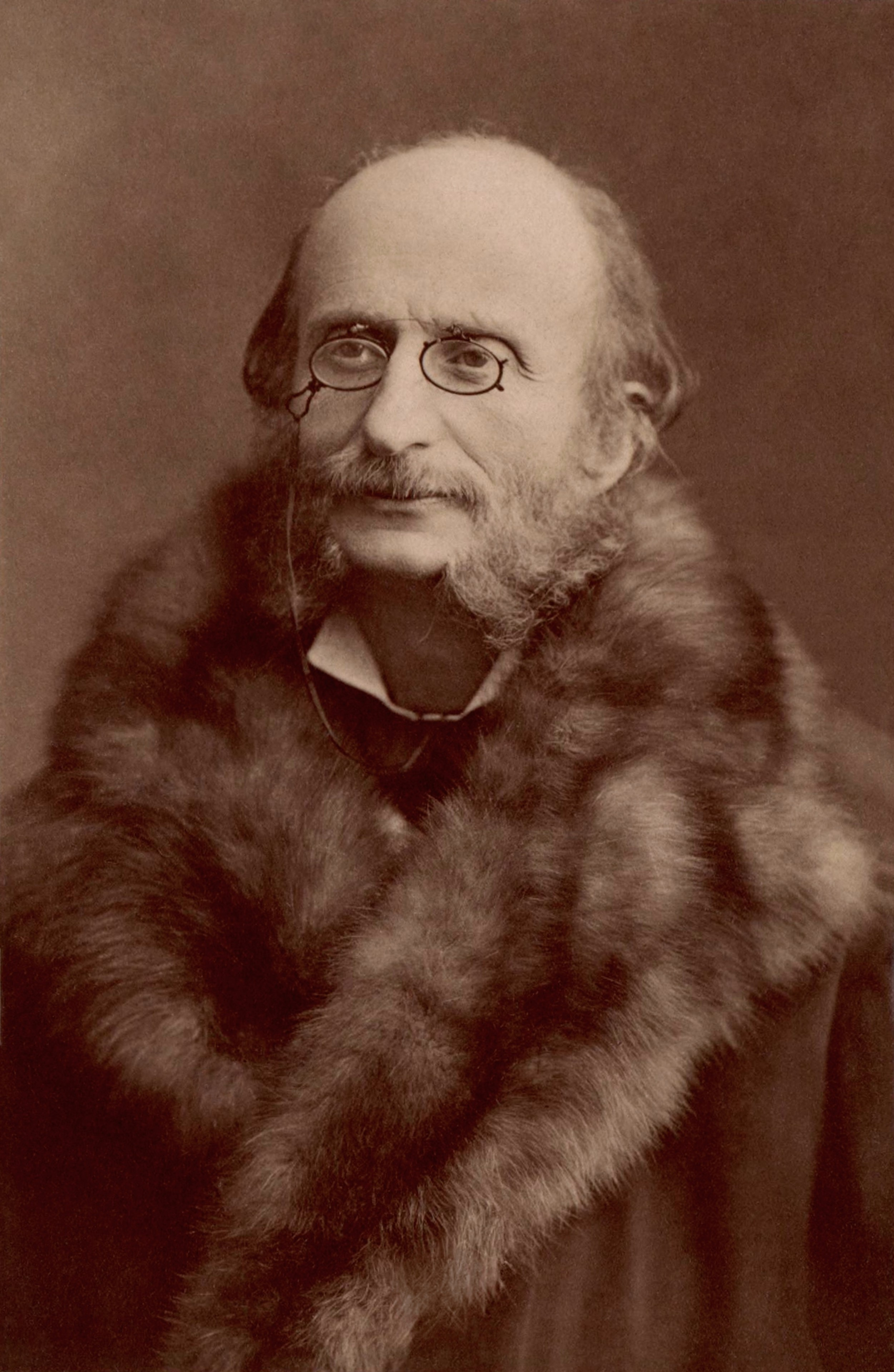
Jacques Offenbach

Une demoiselle en loterie är en operett i en akt med musik av Jacques Offenbach och libretto av Adolphe Jaime och Hector Crémieux.

## Historia
Premiären av Une demoiselle en loterie ägde rum den 27 juli 1857 på Bouffes-Parisiens (Salle Lacaze) i Paris. Vid samma tillfälle spelades även en nyuppsättning av La Momie de Roscoco från 1855 med musik av Eugène Ortolan och text av Émile de Najac.
Operetten framfördes senare vid en café-konsert i Bryssel i juli 1858 och av Offenbachs teaterkompani i Bad Ems i augusti 1858. Den sattes även upp i Wien 1862 och 1864.

## Personer
| Roller             | Röststämma | Premiärbesättning 27 juli 1857 (Dirigent: Jacques Offenbach) |
| ------------------ | ---------- | ------------------------------------------------------------ |
| Aspasie            | sopran     | Lise Tautin                                                  |
| Anténor Pigeonneau | baryton    | Désiré                                                       |
| Démêloir           | tenor      | Pierre Mesmacre                                              |

## Musiknummer
- Ouvertyr

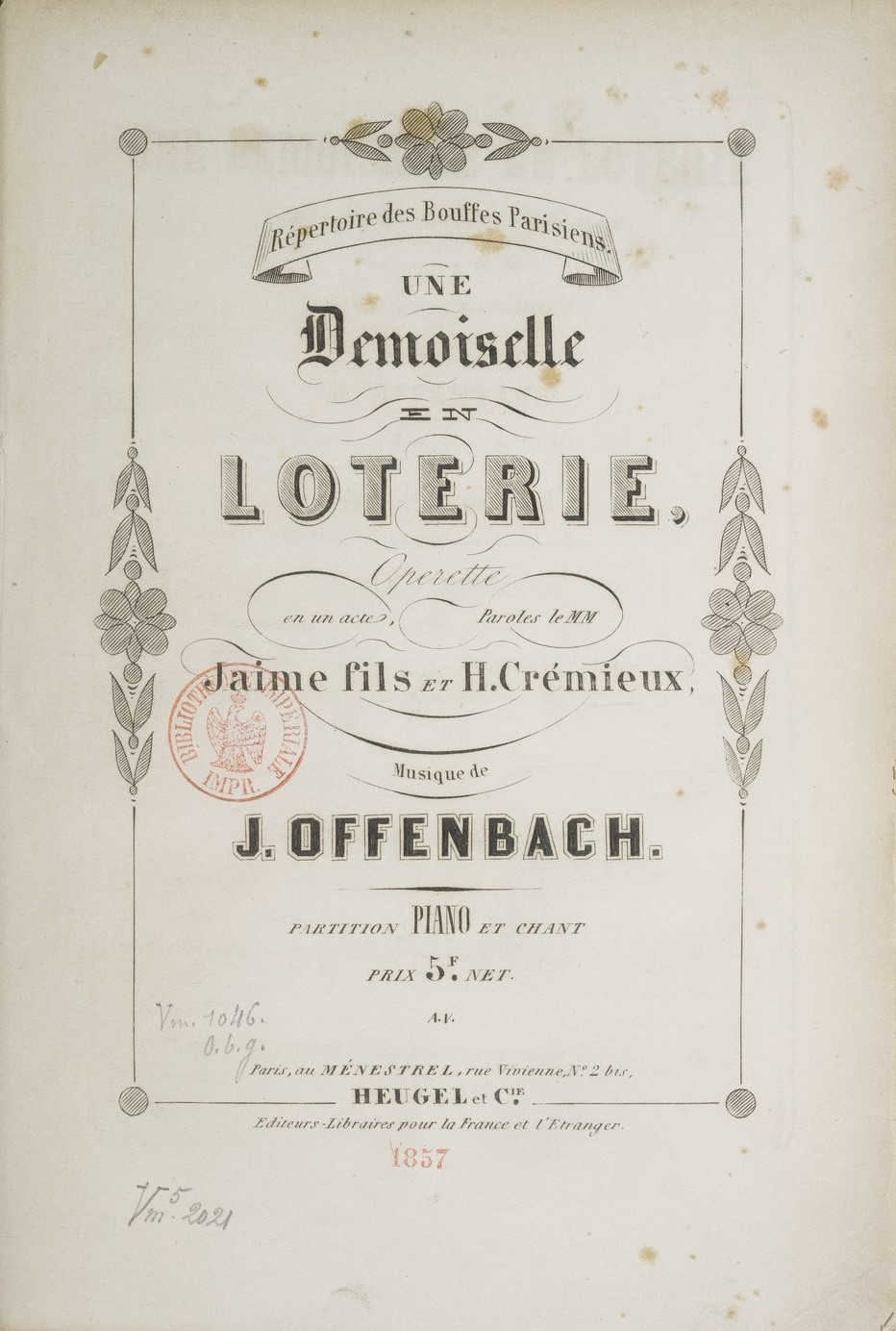
Framsida till klaverutdraget.

- Rondo och duett « Voici les billets » (Démêloir)
- Kuplett « Monsieur j’arrive en diligence » (Pigeonneau)
- Trio « C’est elle ! C’est lui ! » (Pigeonneau, Aspasie, Démêloir)
- Duo « Va toujours, ma reine charmante » (Pigeonneau, Aspasie)
- Chanson Bohémienne « Ecoutez cette chanson là » (Aspasie)
- Final « Eh ! Quoi vous seriez » (Alla)